# Antiga Catedral de Tubarão
A Antiga Catedral de Tubarão foi a Igreja Católica da cidade brasileira de Tubarão, centro da vida religiosa e social, até a construção da atual catedral. A última explosão de dinamite ocorreu em 12 de março de 1971, sendo o transporte dos entulhos iniciado em 15 de março de 1971. 

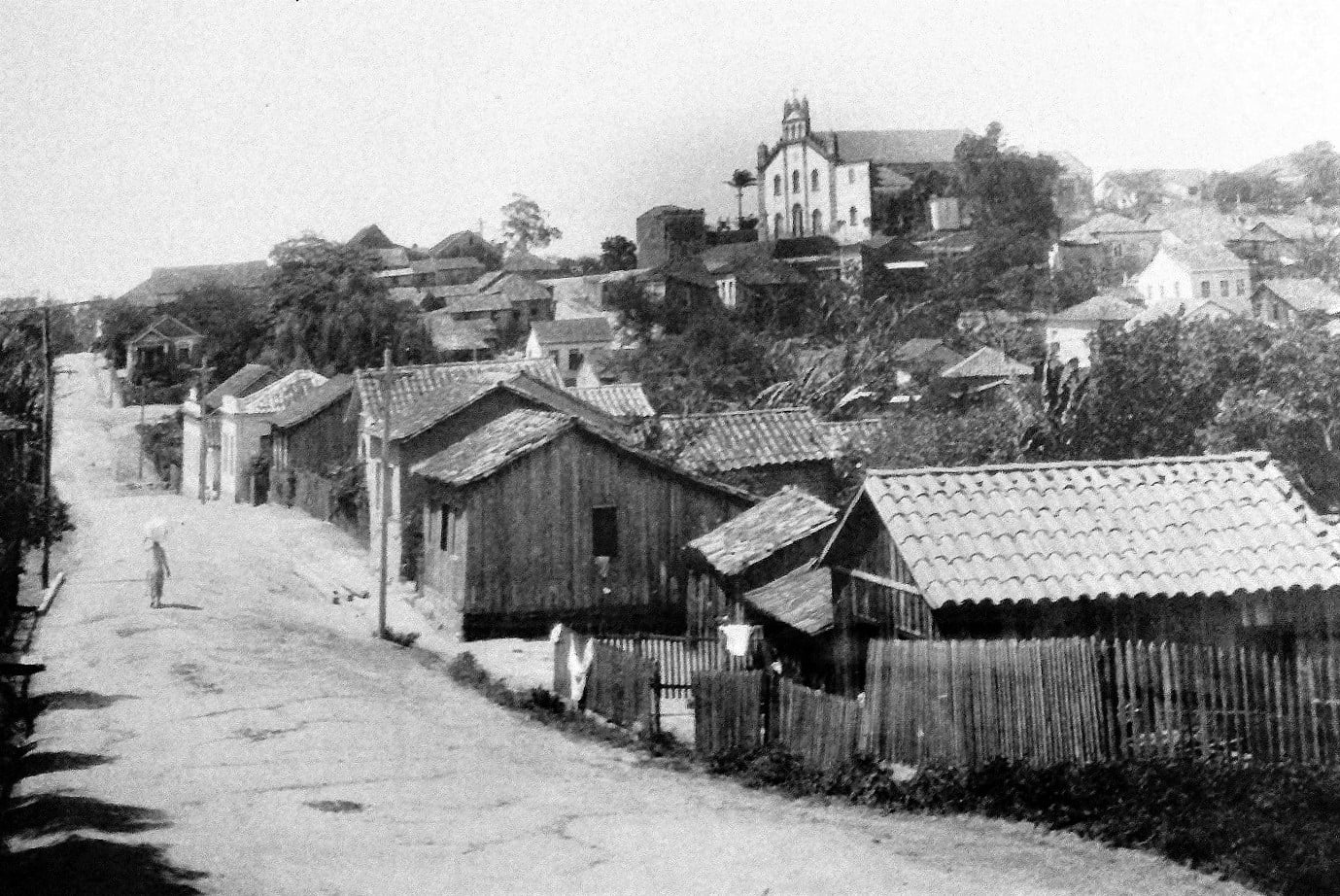
Antiga Catedral de Tubarão vista a partir da rua São José, possivelmente década de 1930

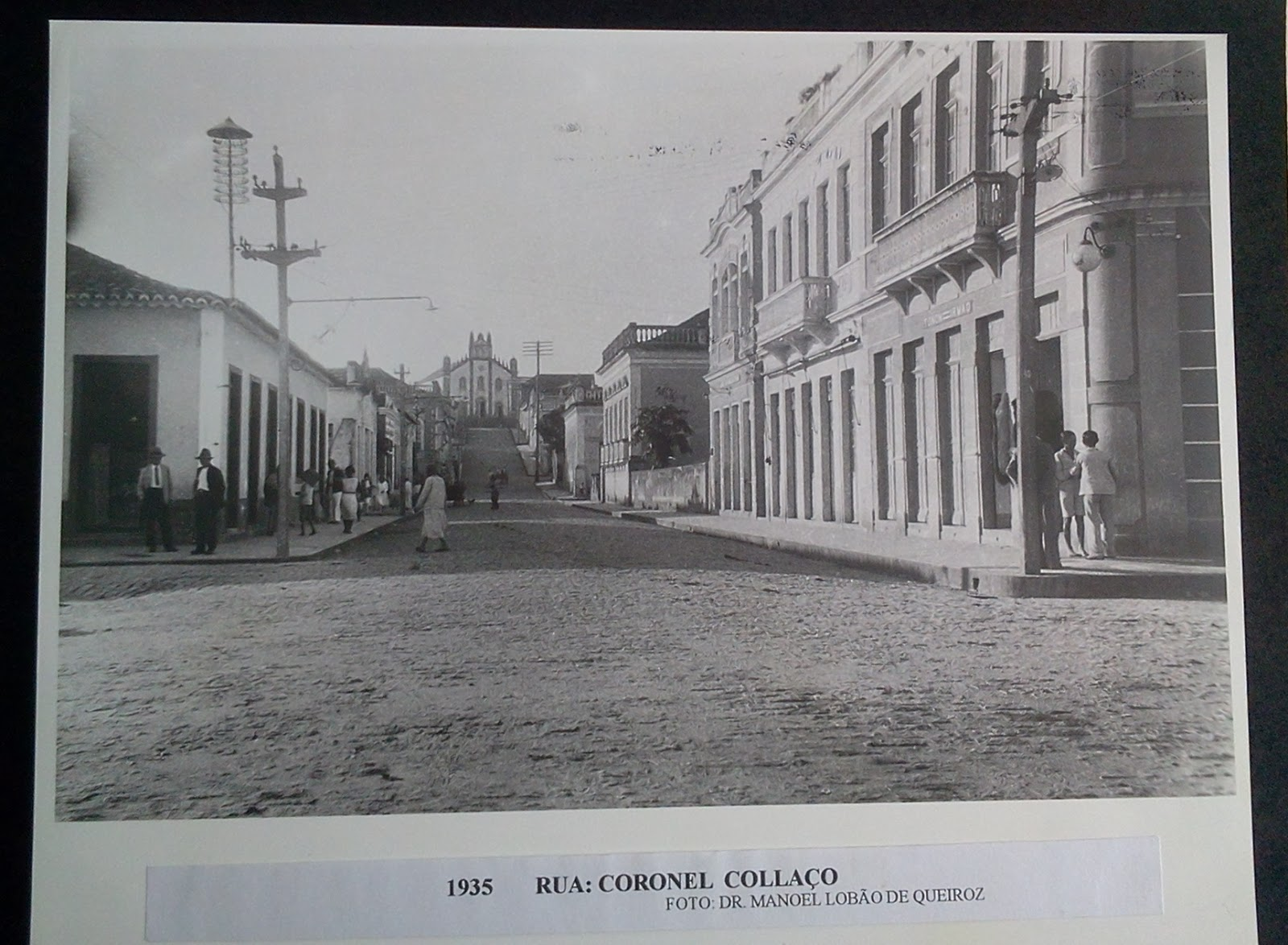
Antiga Catedral de Tubarão, 1935

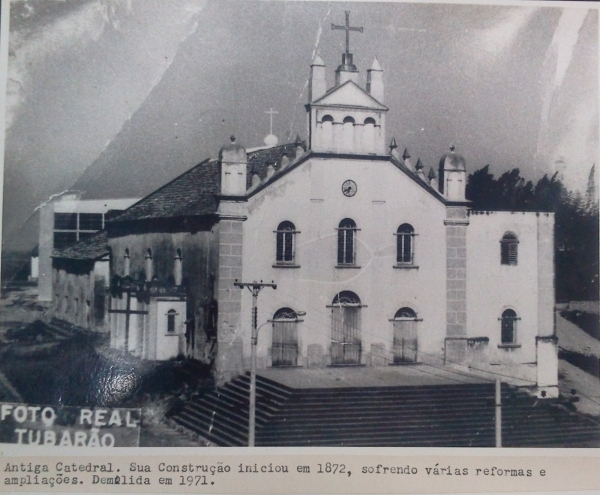
Fachada da Antiga Catedral de Tubarão

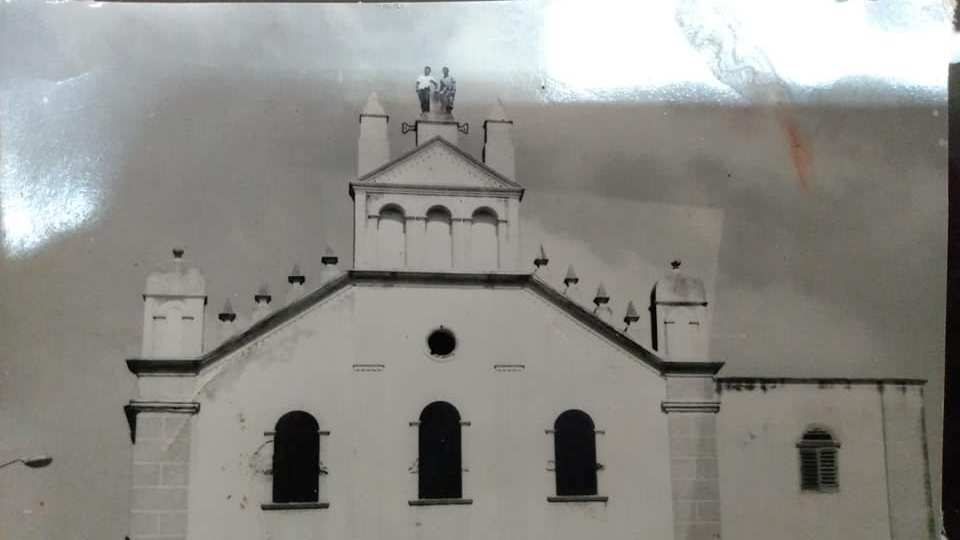
Início da demolição da Antiga Catedral de Tubarão, vendo-se dentre outros detalhes que o relógio já foi retirado

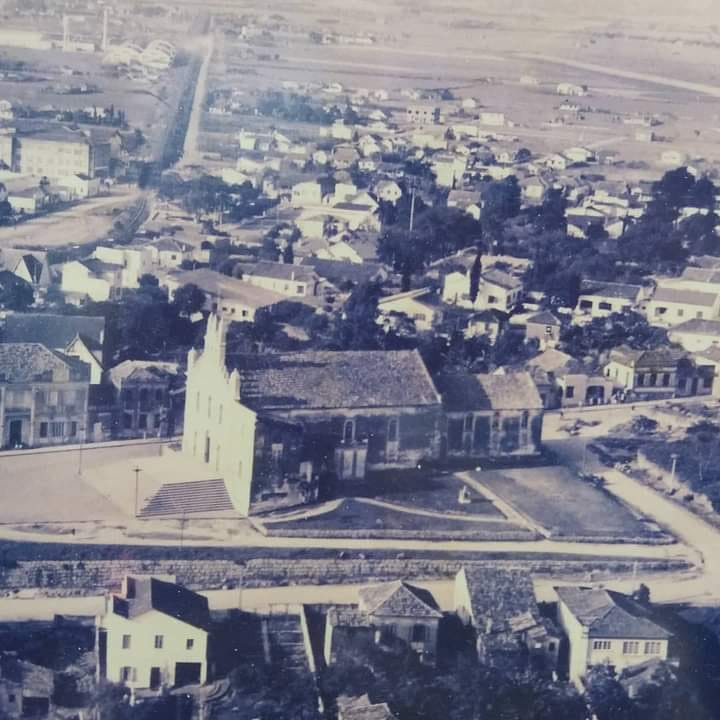
Antiga Catedral de Tubarão, ca. década de 1950-1960. Demolida em 1971. No canto superior esquerdo está o Hospital Nossa Senhora da Conceição e atrás ao fundo a antiga Fábrica de Cigarros Sousa Cruz, ao longo da Avenida Marcolino Martins Cabral.

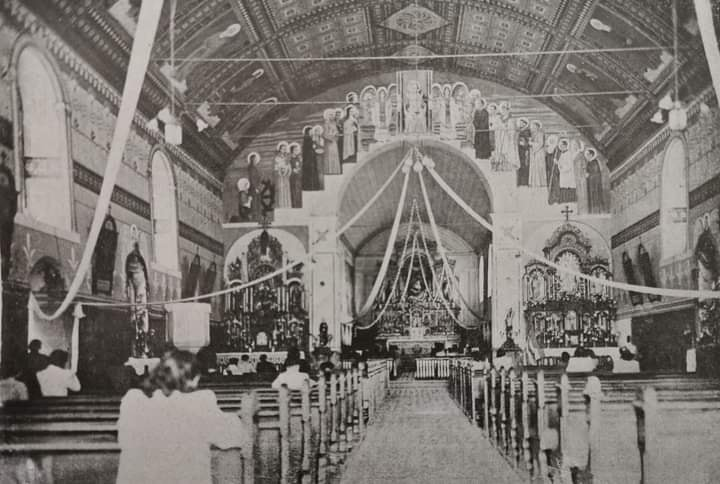
Imagem interna da antiga catedral

As terras em que está situada a cidade de Tubarão faziam parte da sesmaria que pertenceu ao capitão-mor Jacinto Joaquim Nicós. Este deu essas terras a seu filho Joaquim José Jaques Nicós, estudante de seminário, pela sua formatura. Por morte do padre Joaquim Nicós as terras ficaram pertencendo à sua mãe, viuva Ana Joaquina, que mais tarde vendeu-as ao cidadão João Teixeira Nunes, conforme se vê da Carta de Sentença em 23 de setembro de 1816, às folhas 18. A melhor das várias sesmarias do Vale do Rio Tubarão ficava localizada onde foi construída a matriz, por ser colina, livre das enchentes. João Teixeira Nunes, que então morava na Vila de 
Laguna, antes de mudar-se para as suas terras em Tubarão, doou vasta área de terreno à N. S. da Piedade, escritura que foi assinada em 26 de junho de 1829.
Quando foi criada a Freguesia de Tubarão, pertencente ao Termo de Santo Antônio dos Anjos da Vila de Laguna, já então existia a Capela de N. S. da Piedade, construída no mesmo local.  Foi nivelado o terreno de grande elevação, dele partindo três grandes cachoeiras, uma que descia em direção ao caminho do morro dos Canudos (rua Prudente de Morais), outra que tomava o rumo das atuais ruas da Piedade e Coronel Collaço, e a terceira, cuja nascente ficava localizada na parte inferior da colina e que, por ser a maior delas em volume d'água, trazia constantemente inundada a parte baixa da freguezia pelo lado sul, no lugar denominado Figueirinha, atual rua Vinte e Sete de Maio. No final desta rua está localizada a entrada do Cemitério Municipal de Tubarão.
Grande parte da madeira para a construção da mesma foi extraída das matas da Figueirinha, que as possuia em quantidade. O construtor da igreja era conhecido por Firmino Carpinteiro, natural de Imaruí. Veio exclusivamente contratado para a construção do forro e outros trabalhos necessários.
Em 1836 foi criada a Freguesia (paróquia) de Nossa Senhora da Piedade, e em 27 de maio de 1870 Tubarão tornou-se município, emancipando-se de Laguna. Na mesma época foi concluída a construção da nova igreja matriz, que tornou-se Catedral em 1955, quando Tubarão se tornou sede do bispado, sendo Dom Anselmo Pietrulla o primeiro bispo. Em 1965 foi iniciada a construção da nova catedral, sendo a antiga catedral demolida em 1970-1971.
12 de março de 1971 - Cerca de 4 horas da tarde uma possante carga de dinamite arrasou a fachada da velha igreja. O violento estrondo, que toda a cidade ouviu, ocasionou susto e curiosidade em meio ao povo. Um montão de escombros representou o fim de uma testemunha da vida tubaronense do passado.

## Galeria

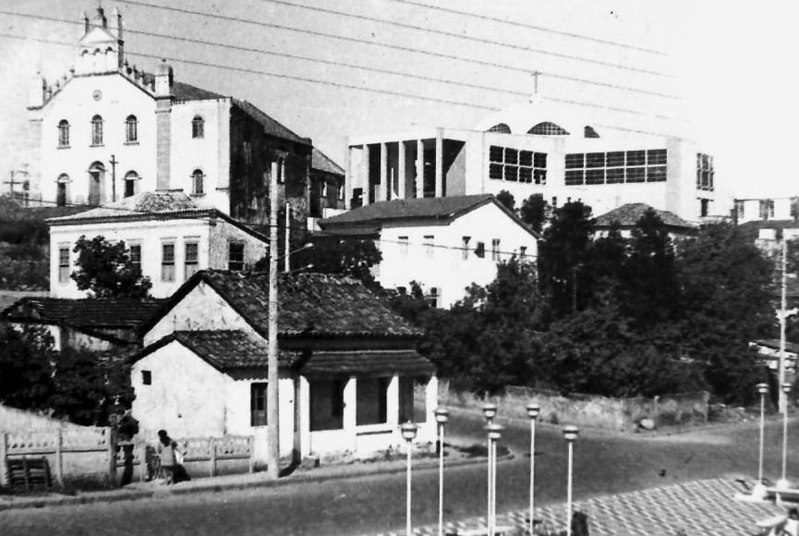
A antiga e a nova catedral de Tubarão. A catedral antiga, na esquerda da foto, foi demolida em 1971.
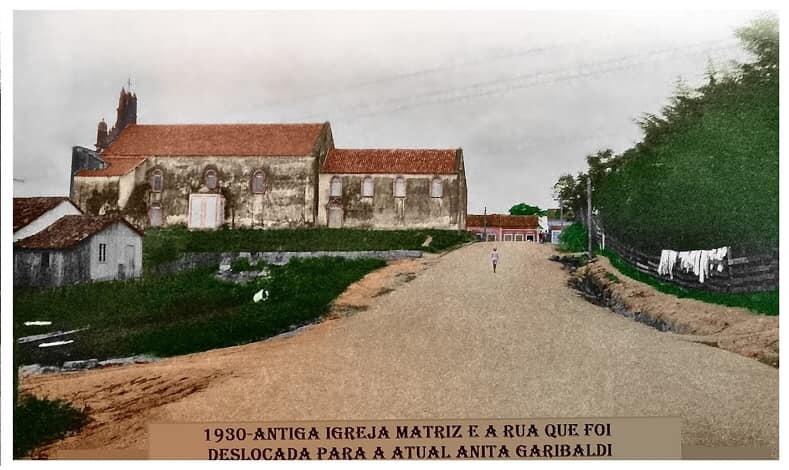
Antiga Catedral de Tubarão, 1930. Vista lateral.
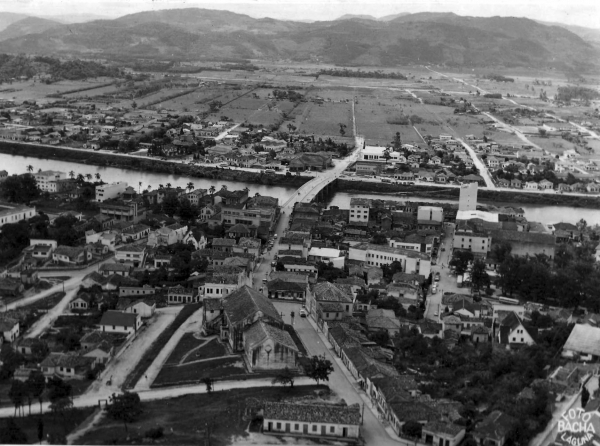
Antiga Catedral de Tubarão 1960, vista traseira